# Шатуновский сельсовет
Шатуновский сельсовет — упразднённое муниципальное образование со статусом сельского поселения и административно-территориальное образование в Залесовском районе Алтайского края России. Административный центр — село Шатуново.
С 1 апреля 2021 года Шатуновский сельсовет как муниципальное и административно-территориальное образование упразднён в связи с преобразованием Залесовского муниципального района в муниципальный округ.

## Население
| 1997  | 1998  | 1999  | 2000  | 2001  | 2002  |
| ----- | ----- | ----- | ----- | ----- | ----- |
| 1258  | ↘1252 | ↘1233 | ↘1223 | ↘1193 | ↘1125 |
| 2003  | 2004  | 2005  | 2006  | 2007  | 2008  |
| ↘1104 | ↘1083 | ↘1047 | ↘1042 | ↗1070 | ↘1051 |
| 2009  | 2010  | 2011  | 2012  | 2013  | 2014  |
| ↘1047 | ↘886  | ↘884  | ↘878  | ↘870  | ↗886  |
| 2015  | 2016  | 2017  | 2018  | 2019  | 2020  |
| ↘844  | ↘810  | ↗812  | ↘796  | ↘793  | ↘783  |
| 2021  |       |       |       |       |       |
| ↘755  |       |       |       |       |       |

По результатам Всероссийской переписи населения 2010 года, численность населения муниципального образования составила 886 человек, в том числе 432 мужчины и 454 женщины. Оценка Росстата на 1 января 2012 года — 878 человек.

## Населённые пункты
В состав сельского поселения входили два населённых пункта:
- посёлок Калиновка,
- село Шатуново.